# Елец
Елец (на руски: Елец) е град в Русия, административен център на Елецки район, Липецка област. Населението на града към 1 януари 2018 е 104 349 души.